# Adrian Doyle
Adrian Leo Doyle AM (* 16. November 1936 in Hobart, Tasmanien) ist emeritierter römisch-katholischer Erzbischof von Hobart.

## Leben
Doyle wurde 1936 in Hobart als eines von drei Kindern geboren. Er besuchte das St Mary’s College in Hobart, das Sacred Heart College in New Town, sowie das ebenfalls in Hobart gelegene St Virgil's College, bevor er am 1. März sein Studium am Corpus Christi College in Werribee begann. September 1956 wechselte Doyle an das Collegio Urbano de Propaganda Fide in Rom und wurde am 20. Dezember 1961 von Kardinal Grégoire-Pierre Agagianian zum Priester geweiht.
Nachdem Doyle 1965 an der Päpstlichen Universität Gregoriana sein Doktorat in Kanonischem Recht erhalten hatte, kehrte er etwas später im selben Jahr nach Tasmanien zurück. Von 1973 bis 1998 war er Kaplan in der italienischen Gemeinde in Hobart.
Papst Johannes Paul II. ernannte Doyle am 10. Februar 1997 zum Koadjutorbischof von Hobart. Am 6. Februar 1998 empfing er die Bischofsweihe durch Erzbischof Joseph Eric D’Arcy. Mitkonsekratoren waren der Bischof von Parramatta, Kevin Michael Manning, und der Bischof von Ballarat, Peter Joseph Connors.
Nachdem Papst Johannes Paul II. dem Rücktrittsgesuch von Erzbischof D’Arcy stattgegeben hatte, wurde Doyle am 26. Juli 1999 dessen Nachfolger als Erzbischof von Hobart. Seine Amtseinführung fand am 26. August in der St Mary’s Cathedral statt.
Am 19. Juli 2013 nahm Papst Franziskus sein aus Altersgründen vorgebrachtes Rücktrittsgesuch an.